# Caradhras
En el legendarium de J. R. R. Tolkien, el pico Caradhras (también llamado el Cruel o "el Cuerno Rojo"), es un gran pico en el macizo de las Montañas Nubladas, el más occidental y más cercano a Eregion (Acebeda) de los tres que, junto al Celebdil y el Fanuidhol, constituían las cimas principales bajo las cuales se hallaba Khazad-dûm. Está cubierto de nieves perpetuas.

## Historia ficticia
Fue en las entrañas de esta montaña en donde los Enanos cavaron muy profundamente, en busca de mithril, despertando a una criatura que había huido de Thangorodrim y yacía oculta en los cimientos de la tierra desde la Guerra de la Cólera: un balrog de Morgoth. El rey enano Durin VI fue asesinado por éste, y al año siguiente, también Náin I, hijo de Durin VI. De esta forma, Moria cayó en desgracia, y quedó despoblada.
Siglos después, la Compañía del Anillo pretendió cruzar las Montañas Nubladas por el Paso del Caradhras pero una furiosa tormenta de nieve hizo imposible continuar, por lo que tuvieron que atravesar la cordillera por debajo, cruzando las minas de Moria. Según lo relatado en El Señor de los Anillos, se sugiere que dicha tormenta no fue casual, sino que fue producto de la ira de la montaña misma, la cual sería una entidad maligna, o en todo caso hostil.

## Nombres y etimología
Era llamado «El Cuerno Rojo» en el lenguaje de los hombres, porque su punta se parecía a un gran cuerno en donde chocaban los últimos rayos del Sol, dándole una tonalidad rojiza. También era apodado el Cruel, por lo agreste del paisaje y lo peligroso de su paso.
En sindarin, el nombre se compone por caran («rojo») y rass («cuerno»). Esta última raíz pasó del noldorin rhass al sindarin rass; y habría mutación nasal al unir la «n» final de caran con la «r» inicial de rass, produciendo «dhr». En Las etimologías figura la raíz RAS para Caradhras, aunque cada una de las palabras que constituyen el nombre de la montaña, también figuran las siguientes raíces: RAS, «cuerno»; KARÁN, «rojo».
Los enanos lo llamaban Barazinbar, de Baraz («rojo», radical triconsonante B-R-Z) e invar («cuerno», radical M-B-R).

## Paso del Cuerno Rojo
Paso en el Caradhras, en las Montañas Nubladas; llamado “La Puerta del Cuerno Rojo”. Unía Eregion con Rhovanion; escarpado y angosto, se accedía por las tierras de Acebeda por un “(…)estrecho sendero…” que “…bordeaba una pared de acantilados a la izquierda..." y esa pared se asentaba en el flanco sur del Caradhras; y "(...)a la derecha se abría un abismo de negrura en el sitio en que el terreno caía a pique en una profunda hondonada...". Ascendía por las laderas meridionales del gran monte, para descender, en el este en el Valle de Azanulbizar, por la escalera del arroyo Sombrío.
Era un paso muy usado en la Segunda Edad del Sol por los elfos de Eregion y los Enanos de Moria, su salida pasaba por las cercanías de las Grandes Puertas de la mina. Con la aparición del Balrog y el abandono de Moria por parte de los Enanos, el paso ya no se volvió a usar, puesto que esa parte de las Montañas Nubladas estaba infestada de Orcos. A fines de la Tercera Edad del Sol, la Comunidad del Anillo llegó a él desde Rivendel, pretendieron cruzarlo pero no pudieron, porque algún hechizo maléfico  hizo que cayera una gran nevada que puso en riesgo la vida de los miembros; por lo que ésta tuvo que ir por Khazad-dûm.

## Adaptaciones

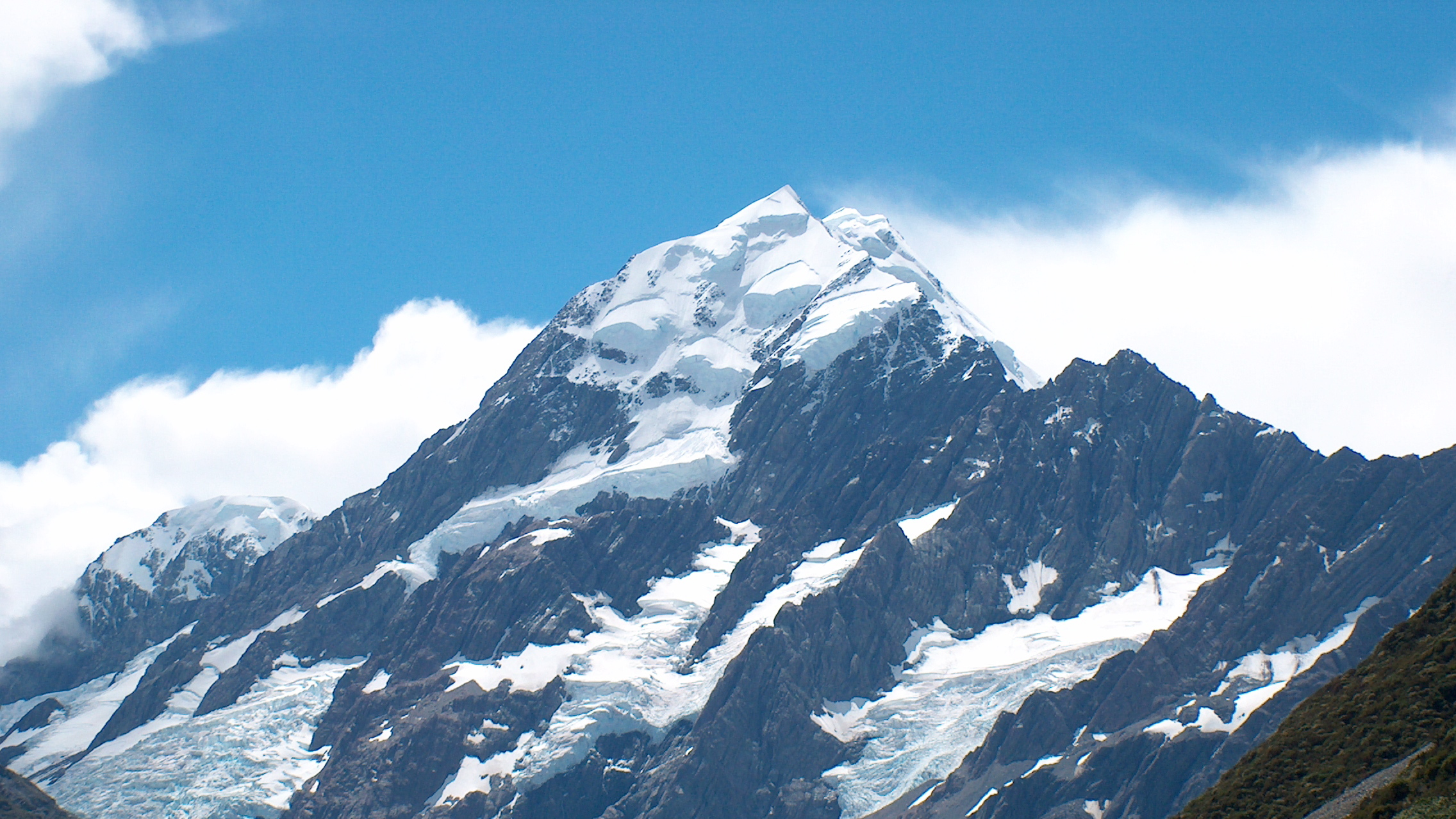
El monte Cook, en Nueva Zelanda.

En la versión cinematográfica de Peter Jackson las escenas que se desarrollan en Caradhras y el Paso del Cuerno Rojo fueron rodadas en el monte Cook, en Nueva Zelanda. En esta película no es la personificación de la voluntad de la montaña la que rechaza a los viajeros, sino que se ve que es Saruman quien lanza un sortilegio, ocasionando la tormenta de nieve.